# Referendum consultivi in Romania del 2019
Il referendum consultivo del 2019 in Romania si è tenuto il 26 maggio, in concomitanza con il voto per le elezioni europee.
Gli elettori sono stati chiamati ad esprimersi su due quesiti. Il primo riguardava l'introduzione del divieto di concessione dell'amnistia o della grazia a soggetti condannati per reati di corruzione. Il secondo proponeva l'introduzione del divieto per il governo di ricorrere all'emanazione di ordinanze d'urgenza in tema di giustizia, riconoscendo il diritto di eventuali ricorrenti ad appellarsi contro le ordinanze governative direttamente alla Corte costituzionale della Romania.

## Sistema elettorale
In base alla legge 3/2000 il quorum per il referendum è stabilito al 30% degli iscritti alle liste elettorali permanenti. Un'ulteriore soglia per la convalida del referendum prevede che i voti validi rappresentino almeno quelli del 25% degli iscritti alle liste elettorali permanenti. Secondo l'Autorità elettorale permanente il numero totale degli iscritti alle liste elettorali permanenti è di 18.267.997 persone. In tal modo, il referendum è convalidato se almeno 5.480.399 elettori si presentano alle urne e che vi siano almeno 4.566.999 voti validi.

## Contesto
La prima idea di un referendum in tema di giustizia fu introdotta nel dibattito politico nell'inverno 2017, in conseguenza delle proteste popolari contro l'ordinanza d'urgenza di modifica del codice penale emanata dal governo Grindeanu, sostenuto da Partito Social Democratico (PSD) e Alleanza dei Liberali e dei Democratici (ALDE). Il 23 gennaio 2017 il presidente della repubblica Klaus Iohannis annunciò l'avvio di procedure per la celebrazione di un referendum riguardante gli argomenti di concessione della grazia e di revisione del codice penale. Il giorno successivo il capo di stato inviò ai presidenti delle due camere, Liviu Dragnea (PSD) e Călin Popescu Tăriceanu (ALDE), una lettera ufficiale richiedendo di consultare il parlamento per l'organizzazione di un referendum. Le procedure, tuttavia, non ebbero seguito e rimasero in sospeso. Negli anni successivi il governo in mano ai socialdemocratici varò diverse controverse leggi, criticate anche dai vertici dell'Unione europea, ma strenuamente difese dalla maggioranza, che le reputava necessarie al fine di limitare le influenze della magistratura sulla vita politica del paese.
Il 28 marzo 2019 Klaus Iohannis, al centro di un duro confronto con il governo, specialmente alla luce delle recenti controverse leggi in tema di giustizia, annunciò di non ritenere più sopportabili gli attacchi al sistema giudiziario e che avrebbe rimesso la questione al voto dei cittadini. Nell'aprile 2019, quindi, il presidente decise di intraprendere colloqui con varie forze politiche al fine di riprendere il progetto di referendum, da organizzarsi nella stessa data delle elezioni per il parlamento europeo, il 26 maggio. Il 4 aprile Klaus Iohannis presentò i due argomenti del voto: il divieto di amnistia per reati di corruzione e il divieto posto al governo di emanare ordinanze d'urgenza sulla giustizia, oltre al diritto riconosciuto a diversi attori politico-istituzionali di rivolgersi alla Corte costituzionale della Romania per contestare eventuali ordinanze.
In aprile il presidente invitò i presidenti delle formazioni politiche con rappresentanza parlamentare a consultazioni riguardanti il voto referendario. L'ALDE fu l'unico partito a rifiutare la convocazione del capo di stato. Il presidente del Partito del Movimento Popolare (PMP), Eugen Tomac, suggerì l'introduzione di un ulteriore quesito su uno dei temi facenti parte dell'agenda politica del suo gruppo: l'eliminazione delle pensioni speciali, il ritorno all'elezione dei sindaci su doppio turno, o la diminuzione del numero di parlamentari fino a un tetto massimo di 300. Liviu Dragnea, leader del PSD, forza maggioritaria che guidava il governo e critica del referendum, non presenziò alle consultazioni, inviando in sua rappresentanza il vicepresidente della camera Eugen Nicolicea e gli ex detenuti Marin Iancu e Ioan Munteanu che, in quanto dissidenti politici, avevano subito per anni i soprusi delle carceri del regime comunista. La presenza di Iancu e Munteanu si inseriva nello scontro tra Iohannis e Dragnea, che li incluse nella delegazione del partito per screditare il presidente della repubblica. I due, infatti, erano considerati dal leader del PSD vittime delle scelte di Augustin Lazăr, in quel momento procuratore generale della Romania, il cui operato era stato puntualmente difeso dal capo dello stato, ma che negli anni ottanta in qualità di giudice aveva rifiutato la scarcerazione di Iancu e Munteanu.
Il 16 aprile 2019 le commissioni giustizia di senato e camera dei deputati in seduta congiunta diedero il proprio consenso all'organizzazione del referendum, mentre il 17 aprile seguì il voto consultivo parlamentare. Le forze di opposizione, Partito Nazionale Liberale (PNL) e Unione Salvate la Romania (USR), accusarono il PSD di aver inserito nella relazione proposta al vaglio del parlamento numerosi punti che non erano stati discussi in sede di commissione. Nonostante le polemiche, la relazione fu adottata con 263 voti a favore, 9 contrari e un astenuto. Il voto, con l'eliminazione delle clausole non concordate, fu ripetuto su richiesta del presidente della commissione parlamentare sulla giustizia Florin Iordache (PSD) e approvato con 218 favorevoli, 11 contrari e 3 astenuti. Tra le raccomandazioni presenti nel rapporto, si indicava che amnistia e grazia non potessero essere oggetto di mozioni legislative di iniziativa popolare e che il presidente della repubblica non potesse indire un referendum propositivo vincolante.
Il 25 aprile il portavoce della presidenza della repubblica, Mădălina Dobrovolschi, comunicò che Iohannis aveva firmato il decreto di organizzazione del referendum e rese pubblici i due quesiti ai quali gli elettori erano chiamati a rispondere.
L'8 maggio il governo emanò l'ordinanza d'urgenza che regolamentava alcuni aspetti tecnici sullo svolgimento del referendum e che confermava la necessità del raggiungimento del quorum pari al 30% degli iscritti alle liste elettorali permanenti. Prima della sua variante finale, il progetto iniziale dell'esecutivo, tuttavia, aveva subito diverse critiche, poiché in una prima fase erano stati previsti due commi, poi eliminati, che avrebbero reso più complesso il raggiungimento del quorum (che sarebbe cresciuto di circa 200.000 voti) e che avrebbero impedito alle autorità pubbliche, compreso il presidente della repubblica, di esprimersi e fare campagna elettorale sul referendum. Il coordinatore della campagna elettorale del PSD, Mircea Drăghici, parimenti, in marzo aveva suggerito l'introduzione di seggi elettorali separati per le elezioni europee e per il referendum. Tale proposta, tuttavia, non era prevista dalla legge.

## Quesiti
Il primo quesito referendario recitava:
Il secondo quesito referendario recitava:

## Posizioni dei partiti

### Riepilogo
| Posizione | Partito politico | Partito politico                                      | Partito politico | Note   |
| --------- | ---------------- | ----------------------------------------------------- | ---------------- | ------ |
| Sì        |                  | Partito Nazionale Liberale                            | PNL              | [ 24 ] |
| Sì        |                  | Unione Salvate la Romania                             | USR              | [ 25 ] |
| Sì        |                  | Unione Democratica Magiara di Romania                 | UDMR             | [ 26 ] |
| Sì        |                  | Partito della Libertà, dell'Unità e della Solidarietà | PLUS             | [ 27 ] |
| Sì        |                  | Partito del Movimento Popolare                        | PMP              | [ 28 ] |
| Sì        |                  | Forum Democratico dei Tedeschi in Romania             | FDGR             | [ 29 ] |
| No        |                  | Alleanza dei Liberali e dei Democratici               | ALDE             | [ 30 ] |
| No        |                  | Partito Nazionale Contadino Cristiano Democratico     | PNȚCD            | [ 31 ] |
| No        |                  | Partito Social Democratico Indipendente               | PSDI             | [ 32 ] |
| No        |                  | Partito Socialista Romeno                             | PSR              | [ 33 ] |
| Neutrale  |                  | Partito Social Democratico                            | PSD              | [ 34 ] |

### Partiti principali
Le forze della maggioranza, PSD e ALDE, si dichiararono contrarie al referendum proposto da Iohannis. Liviu Dragnea (PSD) affermò che, benché il partito fosse favorevole all'idea di un referendum sulla giustizia su altre basi, la soluzione avanzata dal presidente della repubblica rappresentasse semplicemente «un mezzo attraverso il quale Klaus Iohannis vuole impegnarsi nella campagna elettorale per aiutare i partiti che lo sostengono». L'atteggiamento del PSD, tuttavia, non fu chiaro, visto che il partito non prese una posizione ufficiale, né fece campagna per il "No", mentre il 26 maggio lo stesso Liviu Dragnea partecipò al voto.
L'ALDE mantenne una posizione di condanna verso il presidente, accusato di fare il gioco del PNL in vista delle elezioni europee e di avviare la propria campagna presidenziale per la rielezione. Il 7 maggio Călin Popescu Tăriceanu invitò l'elettorato all'astensionismo per impedire il raggiungimento del quorum.
L'Unione Democratica Magiara di Romania (UDMR), che in parlamento sosteneva la maggioranza pur non facendone parte, tramite la voce del proprio presidente Hunor Kelemen raccomandò ai propri elettori di votare per il "Sì" ad entrambi i quesiti. Questi aggiunse anche di prendere in considerazione l'idea di una revisione costituzionale che impedisse al governo di ricorrere a qualsiasi tipo di ordinanza d'urgenza, non solo in tema di giustizia.
Tutti i principali partiti di opposizione si dimostrarono assolutamente favorevoli al referendum. Il PNL, in particolare, riprese tali argomenti e sponsorizzò la propria vicinanza al presidente Iohannis per condurre la propria campagna elettorale per le europee. USR, PMP e PLUS appoggiarono senza riserve la posizione del "Sì", visto come un modo di combattere la corruzione politica, cui la coalizione di governo era ritenuta associata
Prima della pubblicazione dei quesiti, Victor Ponta, ex primo ministro e leader di PRO Romania, formazione scissasi dal PSD per dissensi con Liviu Dragnea, il 14 aprile dichiarò che avrebbe personalmente votato "Sì" al referendum nel caso in cui questo avesse previsto l'introduzione del divieto ai soggetti condannati per reati penali di assumere incarichi istituzionali. Il 9 maggio il primo vicepresidente del partito, Nicolae Bănicioiu, affermò che un referendum in materia di giustizia non rappresentava una priorità per il paese, mentre lo sarebbe stato uno in tema di fisco.

### Partiti minori
L'11 maggio il Partito Nazionale Contadino Cristiano Democratico di Aurelian Pavelescu, alleato del PSD alle europee, si schierò al fianco della coalizione di governo, criticando Klaus Iohannis e annunciando che il partito avrebbe appoggiato l'astensionismo.
Il 15 maggio Paul-Jürgen Porr, presidente del Forum Democratico dei Tedeschi in Romania, partito in cui Iohannis aveva militato fino al 2014, invitò i suoi sostenitori a condividere la posizione del presidente della repubblica e di votare "Sì".
Marian Vanghelie, presidente del Partito Social Democratico Indipendente (PSDI), il 16 maggio 2019 dichiarò che il suo partito avrebbe sostenuto la posizione del "No".
Il 21 maggio tramite un comunicato il Partito Socialista Romeno indicò ai propri membri di non partecipare al voto referendario.

## Affluenza

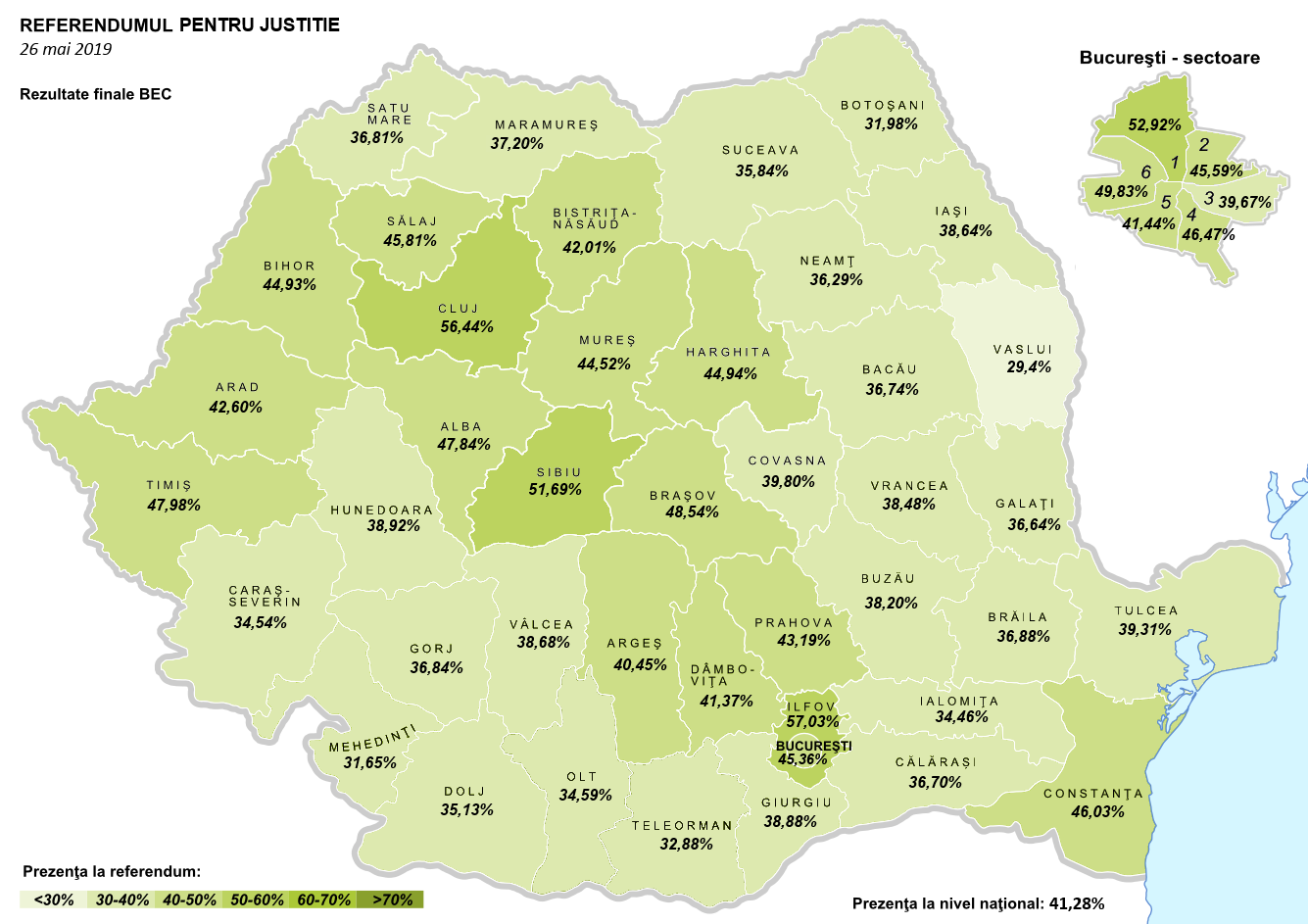
Dati percentuali sull'affluenza suddivisi per distretto.

Il corpo elettorale è stato di 18 267 997 elettori. L'affluenza per il referendum in Romania si è attestata al 41,28%, mentre quella per le contemporanee elezioni europee è stata del 49,02%. L'affluenza ha registrato 18 punti in più rispetto al Referendum costituzionale in Romania del 2018, quando fu del 21,1%. Nelle 441 sezioni di voto ubicate all'estero hanno votato 371 884 elettori.
| Area                            | Corpo elettorale | Affluenza | Affluenza | Affluenza | Affluenza | Affluenza   |
| Area                            | Corpo elettorale | h 12:00   | h 15:00   | h 18:00   | h 21:00   | Tot votanti |
| ------------------------------- | ---------------- | --------- | --------- | --------- | --------- | ----------- |
| Romania                         | 18 267 997       | 12,16%    | 22,83%    | 32,49%    | 41,28%    | 7 541 311   |
| Estero                          |                  |           |           |           |           | 371 884     |
| Fonte: Biroul Electoral Central |                  |           |           |           |           |             |

## Risultati

### Primo quesito
| Preferenza                     | Voti       | %      |
| ------------------------------ | ---------- | ------ |
| Sì                             | 6 459 383  | 85,91% |
| No                             | 1 059 678  | 14,09% |
| Voti nulli                     | 403 530    |        |
| Totale Voti validi             | 7 519 061  |        |
| Totale votanti / affluenza     | 7 922 591  | 43,35% |
| Aventi diritto voto            | 18 277 511 |        |
| Fonte:Biroul Electoral Central |            |        |

### Secondo quesito
| Preferenza                     | Voti       | %      |
| ------------------------------ | ---------- | ------ |
| Sì                             | 6 477 865  | 86,18% |
| No                             | 1 038 916  | 13,82% |
| Voti nulli                     | 407 088    |        |
| Totale Voti validi             | 7 516 781  |        |
| Totale votanti / affluenza     | 7 923 869  | 43,35% |
| Aventi diritto voto            | 18 278 290 |        |
| Fonte:Biroul Electoral Central |            |        |

## Conseguenze del voto
La sera del 26 maggio Klaus Iohannis ringraziò pubblicamente i rumeni per il successo della partecipazione al voto europeo e a quello per il referendum sulla giustizia. Il 30 maggio il presidente inviò una lettera ai leader dei partiti con rappresentanza parlamentare, invitandoli a consultazioni per discutere sulle modalità di applicazione legislativa del risultato referendario. Il 4 giugno il presidente incontrò le delegazioni di PNL, USR e UDMR, mentre il 5 giugno discusse con i rappresentanti di PSD, ALDE, PMP, PRO Romania e delle minoranze etniche. Al termine delle consultazioni Iohannis annunciò di aver proposto ai partiti la firma di un accordo nazionale per il consolidamento del percorso europeo della Romania, finalizzato alla messa in pratica del risultato referendario e al rispetto di una clausola che prevedeva che qualunque modifica sulla giustizia e sul codice penale avrebbe dovuto seguire le indicazioni della Commissione di Venezia e della Commissione europea.
Il 13 giugno il patto fu firmato dai leader di PNL, USR, PRO Romania e PMP, mentre fu aspramente criticato dal presidente dell'ALDE Tăriceanu, che lo definì «uno stravolgimento del senso del referendum, un trucchetto, una trappola, attraverso il quale Klaus Iohannis vuole assicurarsi la rielezione a presidente della Romania». Il PSD non aderì all'accordo, poiché i numerosi emendamenti correttivi proposti dal partito non convinsero il presidente Iohannis
. L'UDMR siglò il documento la settimana successiva.
Il 12 giugno la Corte costituzionale, incaricata di ratificare i risultati del referendum, rinviò la riunione organizzata per la convalida poiché erano stati presentati diversi ricorsi. Il 13 giugno il presidente della Corte costituzionale, Valer Dorneanu, inviò una richiesta di chiarimenti all'Ufficio elettorale centrale (BEC) in relazione al diverso numero di votanti per i due quesiti che risultava dai numeri ufficiali pubblicati dall'istituzione. Il BEC precisò che la situazione derivava da alcuni errori di registrazione del numero di votanti da parte dai presidenti di seggio, dovuti ad una mancanza di chiarezza nell'applicazione di alcune procedure previste dalla legge. Il 27 giugno i giudici della Corte costituzionale respinsero tutti e cinque i ricorsi, convalidando definitivamente i risultati del referendum.